# Siganus magnificus
Siganus magnificus là một loài cá dìa sinh sống ở phía đông Ấn Độ Dương. Loài này thỉnh thoảng được nuôi làm cá cảnh. Loài cá này phát triển đến chiều dài 24 cm.

## Phạm vi và phân bố
S. Magnificus là loài đặc hữu của biển Andaman. Loài này sống ở khu vực Ấn Độ-Thái Bình Dương trên thế giới. Loài này chỉ được tìm thấy trong các cộng đồng rạn san hô quanh Quần đảo Simalian, đến tận Java, Indonesia. Loài này là vùng nhiệt đới, dao động từ 15 độ đến 0 độ. Nó thường được tìm thấy ở độ sâu giữa 2 m- 30m. Chúng sống ở nhiệt độ nước từ 24 độ C đến 28 độ C.